# Judit Holmgren
Judit Berta Holmgren, född Linder den 6 juli 1915 i Forsa, Hälsingland, Gävleborgs län, död den 3 december 1993 i Djursholm, var en svensk skådespelare och scripta.
Judit Holmgren var gift med regissören Per G. Holmgren och var syster till skådespelaren Allan Linder. Hon var även verksam under namnet Judit Linder.
Judit Holmgren är begravd på Djursholms begravningsplats.

## Filmografi
Roller
- 1936 – Stackars miljonärer
- 1937 – Klart till drabbning
- 1938 – Styrman Karlssons flammor
- 1939 – Panik
- 1941 – Hem från Babylon
- 1941 – Söderpojkar

Scripta
- 1959 – Mälarpirater